# 细花滇紫草
细花滇紫草（学名：Onosma hookeri）是紫草科滇紫草属的植物。分布在锡金、不丹以及中国大陆的西藏等地，生长于海拔3,100米至4,100米的地区，一般生于山坡草丛和山谷草地，目前尚未由人工引种栽培。

## 异名
- Onosma hookeri C. B. Clarke var. hirsutum Y. L. Liu
- Onosma hookeri C. B. Clarke var. longiflorum (Duthie) Duthie
- Onosma longiflorum Duthie